# Bojan Jovović
Bojan Jovović (nacido el 27 de abril de 1985 en Podgorica, Montenegro) es un cantante y teclista montenegrino. Es conocido por representar a su país y a Serbia en Eurovisión 2005.

## Biografía

### Carrera
En 2003 en la capital de Montenegro formó junto a Daniel Alibabic, Marko Prentic, Marko Peric y Branko Nedovic el grupo No Name siendo el teclista y un vocalista de este. Actuando en grandes lugares por el 2004 y en el 2005 se inscribieron en el Montevizja (preselección nacional) donde conseguiría la victoria y boleto para representar a Serbia y Montenegro en Eurovisión. 
Se presentarían a Kiev con el tema Zauvijek Moja logrando un 7° lugar con 137 puntos.
Para el 2016 después de 11 años decidiría unirse al proyecto Highway (banda), un joven trío musical que pasó a ser cuarteto, grupo con el cual serían escogidos representantes de Montenegro para el Eurovisión 2016.